# Nečtiny
Nečtiny (německy Netschetin) jsou obec v severozápadní části okresu Plzeň-sever v Plzeňském kraji. V celé obci, bývalém městysu, která zahrnuje má 12 částí na 10 katastrálních územích, žije 636 obyvatel.
Nečtiny sousedí na severu s Doubravicí, na severovýchodě s Lešovicemi a dále s Manětínem. Na východ od Nečtin se rozkládají lesy přírodního parku Manětínská, vrchy Špičák a Vysoký vrch, jejichž vrcholy převyšují dno údolí Starého potoka o 150 metrů. Na jihu se nachází vesničky Hrad Nečtiny a Nové Městečko, na jihozápadě Březín, na západě český Leopoldov a na severozápadě Zhořec. Nečtiny jsou součástí Manětínsko-nečtinského mikroregionu a Místní akční skupiny Vladař.

## Název
Název vesnice je odvozen z osobního jména Necta ve významu Nectův dvůr a během let prošel složitějším jazykovým vývojem. V historických pramenech se název objevuje například ve tvarech: Necstinensi (1169), de Nechstin (1183), de Nechetin (1185), de Necstin (1290), de Nechstin (1291), de Nedczin (okolo roku 1305), Necztyni (1333), Necztin (1369, 1374, okolo 1405), Neczstyn (1384), na Nečtinách (1414), de Neczczin (1441), Nedsstiny (1557), v Necžtinach (1651), Neczatin (1654), in Netscheting (1664), Netschetin a Necztiny (1788), a Netschetin nebo Nečtiny (1838).
V 6. pádě se v místním úzu používá především tvar „v Nečtinech“, „o Nečtinech“, Internetová jazyková příručka ÚJČ připouštěla pouze tvar „Nečtinách“, dubletu „Nečtinech“ připustila od 7. února 2024. Vzácněji se ve 3. pádě objevuje tvar „Nečtinům“ místo kodifikovaného „Nečtinám“.

## Historie
První písemná zmínka o obci pochází z roku 1169. V roce 1511 byly Nečtiny povýšeny králem Vladislavem Jagellonským na městečko. Až do roku 1945 byla obec osídlena převážně německojazyčným obyvatelstvem.
V roce 2002 získala obec první místo v osmém ročníku soutěže o titul Vesnice roku.

## Přírodní poměry
Nečtiny se rozkládají na severozápadním okraji Manětínské vrchoviny v údolí k severu tekoucího Starého potoka, do kterého ústí na jižním okraji městečka Leopoldovský potok. Zatímco krajina v polích na západ od Nečtin stoupá jen pozvolna, na východ krajina v Lešovickém polesí a v přírodním parku Manětínská stoupá prudce až ke dvojici výrazných vrcholů: Špičák (610 m) a Vysoký vrch (609 m).

## Obyvatelstvo
Při sčítání lidu v roce 1921 zde žilo 811 obyvatel (z toho 379 mužů), z nichž bylo 31 Čechoslováků, 771 Němců a devět cizinců. Kromě 25 židů a pěti lidí bez vyznání se hlásili k římskokatolické církvi. Podle sčítání lidu z roku 1930 měla vesnice 785 obyvatel: 41 Čechoslováků, 737 Němců a sedm cizinců. Kromě římskokatolické většiny ve vsi žili také dva evangelíci, jeden člen církve československé, čtrnáct židů a dva lidé bez vyznání.
| Rok            | 1869  | 1880  | 1890  | 1900 | 1910 | 1921 | 1930 | 1950 | 1961 | 1970 | 1980 | 1991 | 2001 | 2011 | 2021 |
| -------------- | ----- | ----- | ----- | ---- | ---- | ---- | ---- | ---- | ---- | ---- | ---- | ---- | ---- | ---- | ---- |
| Počet obyvatel | 1 045 | 1 026 | 1 008 | 934  | 947  | 811  | 785  | 322  | 343  | 357  | 385  | 362  | 357  | 337  | 314  |
| Počet domů     | 171   | 175   | 183   | 183  | 182  | 181  | 184  | 89   | 229  | 81   | 89   | 112  | 123  | 126  | 130  |

## Obecní správa

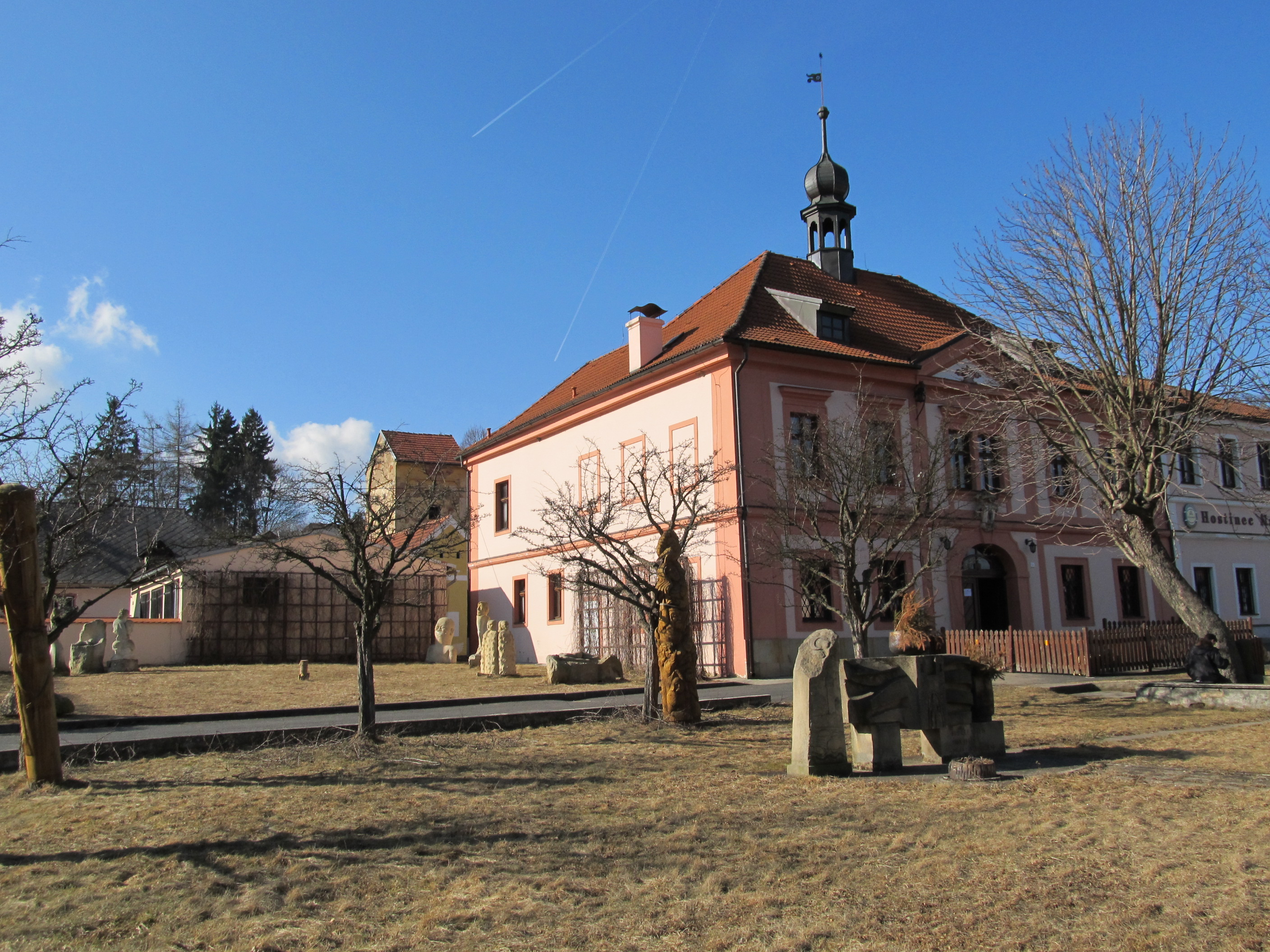
Radnice

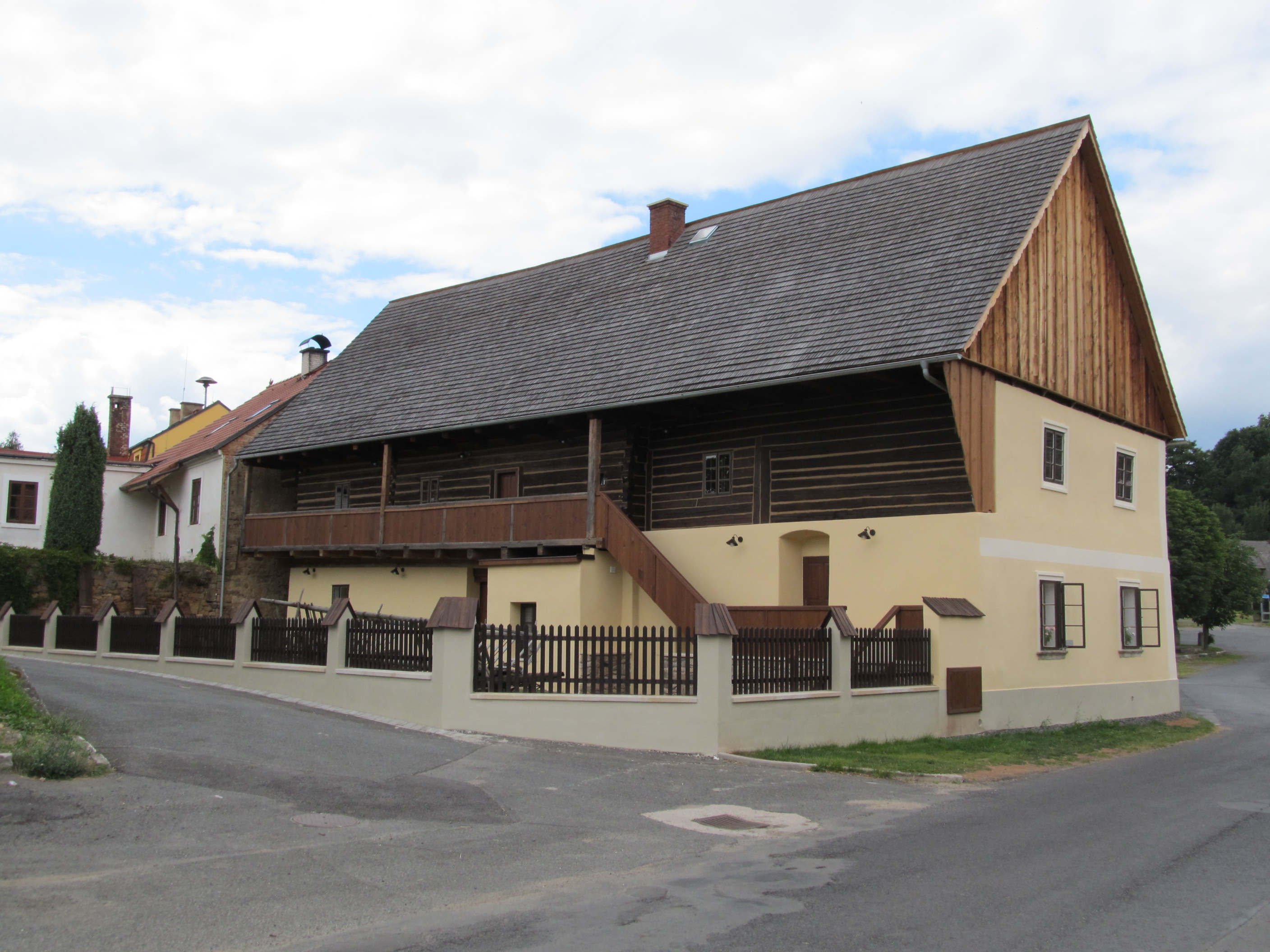
Regionální muzeum

### Členění obce
Obec se skládá z 10 katastrálních územích, na nichž je vymezeno 12 částí obce - většina částí obce odpovídá katastrálnímu území, pouze dvě katastrální území jsou rozdělena vždy na dvě části obce
- k. ú. Nečtiny (části Nečtiny, Leopoldov)
- Hrad Nečtiny
- k. ú. Březín (části Březín, Jedvaniny)
- Čestětín
- k. ú. Doubravice u Nečtin (část Doubravice)
- Kamenná Hora
- Lešovice
- k. ú. Nové Městečko u Nečtin (část Nové Městečko)
- Plachtín
- k. ú. Račín u Nečitn (část Račín)

### Obecní symboly
Při druhém povýšení na městečko 28. září 1511 králem Vladislavem II. získaly Nečtiny znak s ozbrojencem v bráně. Štít je svisle rozpůlený, pravá polovina červená, levá modrá. Přes obě poloviny je stříbrná hradba s otevřenou branou mezi dvěma věžemi. Zdivo je z kvádrů, cimbuří nad branou má tři stínky stejně jako každá z věží. V obou věžích je po jednom okně s křížovým dělením. V bráně stojí ozbrojenec, v pravé ruce drží sudlici (ale na znaku bývá často malována halapartna).
Vlajka byla obci udělena rozhodnutím předsedy Poslanecké sněmovny Parlamentu České republiky dne 11. dubna 2008.

## Doprava
Nečtiny leží na křižovatce dvou silnic druhé třídy – silnice II/193 ze Žlutic do Úněšova a silnice II/201 z Manětína do Konstantinových Lázní.

## Pamětihodnosti
- kostel svatého Jakuba Většího (původně gotický, přestavěn v 18. století) se schodištěm
- původně renesanční a později barokně přestavěná radnice
- židovský hřbitov (v lesní stráni za křesťanským hřbitovem)
- zaniklý hrad Nečtiny na vrcholu Špičáku jeden kilometr severovýchodně od obce
- přírodní park Fénix Nečtiny – obraz v krajině Přírodního parku Manětínska